# Julio Mangada
Julio Mangada Rosenörn (Sancti Spíritus, 30 de junio de 1877-México, 14 de abril de 1946) fue un militar español, con importancia durante la Segunda República y la Guerra Civil, además de un impulsor del esperanto.

## Biografía

### Infancia y juventud
Nace en 1877 en Cuba, entonces todavía colonia española donde estaba destinado su padre, militar profesional. Sus primeros años vive en casa de sus abuelos, que se dedican a la enseñanza. Su carrera militar empieza en 1896 al ingresar a la Academia de Infantería de Toledo, de la cual sale con el grado de teniente. Llegó a participar, muy brevemente, en la guerra de Cuba. Contrajo matrimonio con Josefa Sanz con la que tuvo un hijo, Luis, que le acompañó al exilio y dos hijas, fallecidas ambas en Madrid en circunstancias trágicas.
Es arrestado en mayo de 1900, como teniente de infantería en San Sebastián por una denuncia de un Coronel por una muestra de simpatía a una fiesta proletaria. Por su profesión, cambia de destino en numerosas ocasiones, aunque sus lugares de residencia más estables son Madrid y Jaca. En 1906 asciende a capitán y también ingresa en una logia masónica liberal.

### Periodo pre-republicano
En 1917, defendió a José Gualterio Ortega Muñoz, juzgado en Consejo de guerra por la huelga revolucionaria de aquel año, por lo que se le impondrán quince días de arresto en la Ciudadela de Jaca. En 1918 asciende a comandante. Por esta defensa, la Unión General de Trabajadores en asamblea general le da las gracias. El presidente del Partido Socialista Obrero Español, Pablo Iglesias, le felicita personalmente, además de otras personalidades socialistas y republicanas, que animan a recibirle popularmente.
Mangada, ya reconocido por sus ideas progresistas, a veces incluso excéntricas, fue arrestado varias veces bajo la dictadura de Primo de Rivera. Asciende a teniente coronel en 1929.

### Segunda República
Se encuentra a cargo de la guarnición de Jaca cuando se produce la fallida sublevación republicana de 1930. Se le declara absuelto al no poder probar nada, ya que en ese momento se encuentra en Madrid tras el fallecimiento de su hija. Meses después se proclama la Segunda República.
El 27 de junio de 1932 protagonizó el incidente de Carabanchel. Los generales de División Manuel Goded y Rafael Villegas, durante unas prácticas militares con cadetes en Madrid, manifiestan un discurso crítico con la política del Gobierno, terminando con un Viva España.. y nada más omitiendo a propósito el Viva la República que por ley estaba obligado a pronunciar. Acto seguido, Mangada, le afea su actitud, a lo que Goded le manda arrestar.
Públicamente se sabe que algunos generales y altos rangos del ejército como Goded o Villegas son monárquicos y se les cree envueltos en conspiraciones contra el Gobierno. Esto permitió al ministro de la Guerra, Manuel Azaña, relevar de sus puestos a los principales implicados. Mangada fue procesado y posteriormente absuelto, en parte gracias al apoyo popular.
Mangada, tras su participación en la Revolución de Asturias de 1934, es encarcelado. Y un año después, pasa a la reserva del Ejército, aprovechando la generosa ley que permitía el paso a la reserva de los oficiales para reestructurar el ejército. Se afilia a Izquierda Republicana y publica un folleto El fascio en el Ejército o la Unión Militar Española (UME), alertando sobre las conspiraciones contra el gobierno.
Durante este periodo Mangada intensificará su actividad política, especialmente mediante su colaboración en la Unión Militar Republicana Antifascista (UMRA). Intervendrá en los funerales del capitán Carlos Faraudo y del teniente José del Castillo. Cuando se difunde en medios derechistas una lista de un presunto gobierno revolucionario, su nombre aparece como posible comisario de Guerra.

### La Guerra Civil
En 1936, al inicio de la guerra civil recluta a un grupo de milicianos y destaca como parte importante en el fracaso de los rebeldes en Madrid. Instaló en la madrileña Casa de Campo unos tribunales que juzgaron sumariamente a algunos militares sublevados y realizaron numerosas ejecuciones sin proceso judicial legal alguno.
Se incorpora al Ejército Popular de la República y el gobierno le asigna un millar de fusiles y le pone al mando de una columna de milicianos: la Columna Mangada, con la que participa en la llamada batalla de Guadarrama.
Consigue sonados éxitos con la derrota de una columna mandada por el comandante Doval en Navalperal de Pinares y la muerte en combate de Onésimo Redondo, el jefe de Falange, en Labajos.
Es a raíz de estos éxitos iniciales que le apodarían como el general del pueblo, aunque oficialmente es ascendido a coronel honorario. El 21 de agosto el alcalde Pedro Rico López le otorgó la Medalla de Oro de Madrid. Los milicianos incluso lo pasearon a hombros por la Puerta del Sol.
Sin embargo, poco después en el frente de Talavera del Tajo (antes, y actualmente, Talavera de la Reina) sufrió varias derrotas al encontrarse con el ejército africano, por lo que es destituido del mando directo y nombrado gobernador militar de Albacete, sede de las Brigadas Internacionales, e inspector de la instrucción de las nuevas brigadas.

### Exilio americano
Con la derrota del gobierno, marcha desde Alicante al exilio el 28 de marzo de 1939. Logra escapar en el barco inglés Stanbrook con pasaporte para México, con su esposa e hijo, junto a muchas personas que huyen del país. Sin embargo, son desembarcados en Orán (Argelia francesa), donde permanecen prisioneros junto con unos cinco mil presos en un campo de concentración francés, en una vieja cárcel. Gracias a su reconocimiento esperantista, el general Bastien, presidente de la Liga Internacional Esperantista, le otorga la libertad a él y a su familia. Gracias a una organización esperantista cubana consiguen pasaportes cubanos para salir de Argelia en dirección a Casablanca (Marruecos francés).
Desde allí embarcan en el buque portugués Serpa Pinto para Argentina gracias a una colecta organizada por la Asociación Esperantista Argentina. Desde 1941 hasta su muerte en 1946, residió en México.
Además de militar profesional, se interesó por el espiritismo y el naturismo.
En 2011, el Ministerio de Cultura recibió de un descendiente de exiliados españoles, una importante colección de objetos personales, fotografías y documentación familiar del coronel Mangada para el Centro Documental de la Memoria Histórica en Salamanca.

## Esperantista

Bandera del esperanto

Fue también muy conocido como promotor del idioma internacional esperanto en España. Lo aprende en 1906, donde además asciende a Capitán e ingresa en la masonería que le ayudaría en la difusión del esperanto. Mangada descubre durante su infancia el Volapük, uno de los primeros intentos modernos de crear una lengua internacional, con el cual simpatiza su padre, amigos y profesores de la Academia de Ingenieros de Guadalajara. Será en esta Academia donde ingresen otros militares destacados y futuros esperantistas como Emilio Herrera Linares.
Escribió y editó una gramática, un manual del esperanto, impartió numerosos cursos entre otros sitios en el Ateneo de Madrid. Escribió poesía y novela y tradujo parte de El Quijote y dos Novelas Ejemplares (1927) de Cervantes.
Participó en 1910 en la fundación de la Asociación de Militares Esperantistas con el objetivo de difundir el esperanto en las fuerzas armadas, además de participar en la fundación de la Societo Zamenhof (1917) y la Asociación Española de Esperanto (1923) de esta última también fue su presidente y el redactor de su revista. Representa al gobierno español en el quinto Congreso Mundial de Esperanto.
Redactor de Hispana Lumo (Luz Española, 1907). En 1912, junto con dos masones, entre ellos el Capitán del Estado Mayor, Fernando Ŕedondo, funda Homaro (Humanidad) que finalizará al empezar la guerra. También participa en Hispana Esperantisto (órgano oficial de la Asociación Española de Esperanto).
Con la guerra civil, se convierte en un símbolo de la resistencia antifascista en el movimiento esperantista internacional. Continuó su actividad esperantista aún después de finalizar la guerra, en el exilio. De hecho, su traslado a México es posible gracias a las organizaciones esperantistas internacionales.

## Obras

### En esperanto
- Ferdinando VIa kaj Farinelli (novela histórica, 1920)
- Helpanta temaro por ĉiuj landoj (curso de esperanto, 1925)
- Avila (1925)
- Pri Hispanujo kaj ĝiaj popolkantoj (Sobre España y sus canciones populares)
- Versaĵaro (1922)
- El moderna hispana Parnaso (antología de poemas, 1927)
- Cervantes: Du junaj fraŭlinoj kaj Korneliino (traducción, 1927)
- Amelia kaj Marina (poemas, 1934)

### En español
- ¿Con quién?, semblanzas históricas.
- El fascio en el ejército (1934), donde alertaba de algunas de las conspiraciones derechistas que habían comenzado a extenderse en el Ejército.